# 魏曦
魏曦（1903年12月25日—1989年5月20日），湖南岳阳人，中国医学微生物学家，从事回归热螺旋体、支原体研究，是中国人畜共患病和微生态学学科之奠基人。毕业于长沙雅礼中学和湘雅医学院，1933年取得上海医学院博士学位，1937年赴哈佛大学医学院进修，1939年回国后历任上海医学院教授、大连医学院教授。1955年当选中国科学院生物学地学部院士，是中国科学院学部委员。1982年加入中共。

## 头衔
- 中国微生物学会副理事长
- 中华医学会常务理事

## 以魏曦的名字命名的菌种
- 魏曦奈瑟菌 Neisseria weixii Zhang et al. 2019[3]